# Acharya
Acharya är ett släkte av fjärilar. Acharya ingår i familjen nattflyn.
Kladogram enligt Catalogue of Life:
| Acharya | \| \| Acharya crassicornis \| \| \| \| \| \| Acharya franconia \| \| \| \| |
|         | \| \| Acharya crassicornis \| \| \| \| \| \| Acharya franconia \| \| \| \| |
|         | Acharya crassicornis                                                       |
|         |                                                                            |
|         | Acharya franconia                                                          |
|         |                                                                            |